# مارينا بوروفسكايا
مارينا ألكسندروفنا بوروفسكايا (مواليد 8 أكتوبر 1964، يكاترينبورغ) (بالروسية: Марина Александровна Боровская) هي عالمة اقتصاد روسية. رئيسة الجامعة الاتحادية الجنوبية (SFU) منذ عام 2012.

## مسيرتها
ولدت مارينا بوروفسكايا بتاريخ 8 أكتوبر 1964 في سفيردلوفسك (الآن يكاترينبورغ).
في عام 1986 تخرجت من كلية الاقتصاد في جامعة روستوف الحكومية (تخصص «الاقتصاد السياسي»).
في سبتمبر 1991، بدأت العمل في جامعة تاغانروغ للهندسة الإذاعية الحكومية كمساعد في قسم الاقتصاد.
من 2003 إلى 2007، كانت مسؤولة عن الإدارة من جامعة تاغانروغ للهندسة الإذاعية الحكومية، من 2007 إلى 2010 عملت نائبة لرئيس الجامعة.
في عام 2010، انتقلت للعمل في وزارة التعليم والعلوم في روسيا، وسنة 2012، شغلت منصب نائب مدير إدارة تنظيم عملية الميزانية، والمحاسبة وإعداد التقارير.
في 18 يونيو 2012 تم تعيين مارينا بوروفسكايا رئيسة للجامعة الاتحادية الجنوبية بموجب مرسوم من رئيس الوزراء دميتري ميدفيديف.
في عام 2016، تم انتخابها عضوا مناظرا في أكاديمية التعليم الروسية.